# Louis Ruchonnet
Louis Ruchonnet ( 28 de Abril de 1834 - 1895) foi um político da Suíça.
Ele foi eleito para o Conselho Federal suíço em 3 de Março de 1881 e terminou o mandato a 14 de Setembro de 1893.
Louis Ruchonnet foi Presidente da Confederação suíça em 1883 e 1890.